# Член-кореспондент
Член-кореспонде́нт академії — звання, яке надається вченому, обраному до складу академії наук (національної, галузевої), який не користується всіма правами дійсного члена.

## Походження назви
На відміну від дійсних членів академій, членами-кореспондентами початково були ті вчені, які не брали участі в засіданнях академії, а комунікували з нею через листування (кореспонденцію). До членів-кореспондентів належали історично видатні закордонні спеціалісти, з якими академії вели листування, а також вчені з периферії. Поступово, з розвитком транспорту, статус члена-кореспондента змінився і набув теперішнього значення.

## Член-кореспондент Національної академії наук України
Член-кореспондент Національної академії наук України обирається за видатні успіхи в розвитку науки таємним голосуванням у відповідному відділенні Академії та затверджується Загальними зборами Академії. Згодом член-кореспондент може бути вибраний академіком. Той же порядок зберігається і для галузевих академій.
Право висувати кандидатів у дійсні члени та члени-кореспонденти НАН України надається вченим радам наукових установ і вищих навчальних закладів, державним і громадським організаціям, дійсним членам і членам-кореспондентам НАН України. Вибори кандидатів у члени-кореспонденти НАН України проводяться таємним голосуванням дійсних членів і членів-кореспондентів НАН України відповідного відділення. Вибори вважаються дійсними в разі наявності на зборах не менше 2/3 облікового складу відповідно дійсних членів або дійсних членів і членів-кореспондентів НАН України, які входять до складу відділення. Обраними кандидатами у члени НАН України вважаються особи, за яких проголосувало не менше 2/3 членів НАН України відповідного відділення, що брали участь у голосуванні.